# هوملبک
هوملبک (به لاتین: Humlebæk) یک منطقهٔ مسکونی در دانمارک است که در Fredensborg Municipality واقع شده‌است. هوملبک ۴٫۱۶ کیلومتر مربع مساحت و ۹٬۷۴۶ نفر جمعیت دارد.